# 栾树
栾树，別名灯笼树、黑叶树，高可达10米，落叶乔木，生长于石灰石风化产生的钙基土壤中，不耐寒
為中國特有種，分布在黄河流域和长江流域下游，在海河流域以北很少见，也不能生长在硅基酸性的红土地区。
栾树春季发芽较晚，秋季落叶早，因此每年的生长期较短，生长缓慢，树形扭曲美观，不太成材，木材只能用于制造一些小器具，种子可以榨制工业用油。但是一种良好的绿化用树。
栾树在夏初开小黄色花，满树金黄，花谢时落花如雨，因此英语称它为“金雨树”（Goldenrain tree），花落后结出一串串皮质蒴果，内包有黑色小球形种子，圆锥形蒴果中空如同中国灯笼，因此也被称为“灯笼树”。栾树花可以作为黄色染料，栾树叶虽然是绿色，但如果和白色布一起煮会使布染成黑色，因此俗语也称它为“乌叶子树”，树叶可以作黑色染料。

## 中國文獻
中國有關欒木的記載:
- 《山海經》:「大荒之中，有雲雨之山，有木名曰欒」。
- 《周禮》:「天子樹松，諸侯柏，大夫欒，士楊。故又名大夫欒樹」。
- 《夢溪筆談》:「漢代庭院多植欒樹」。

栾树 - Koelreuteria paniculata
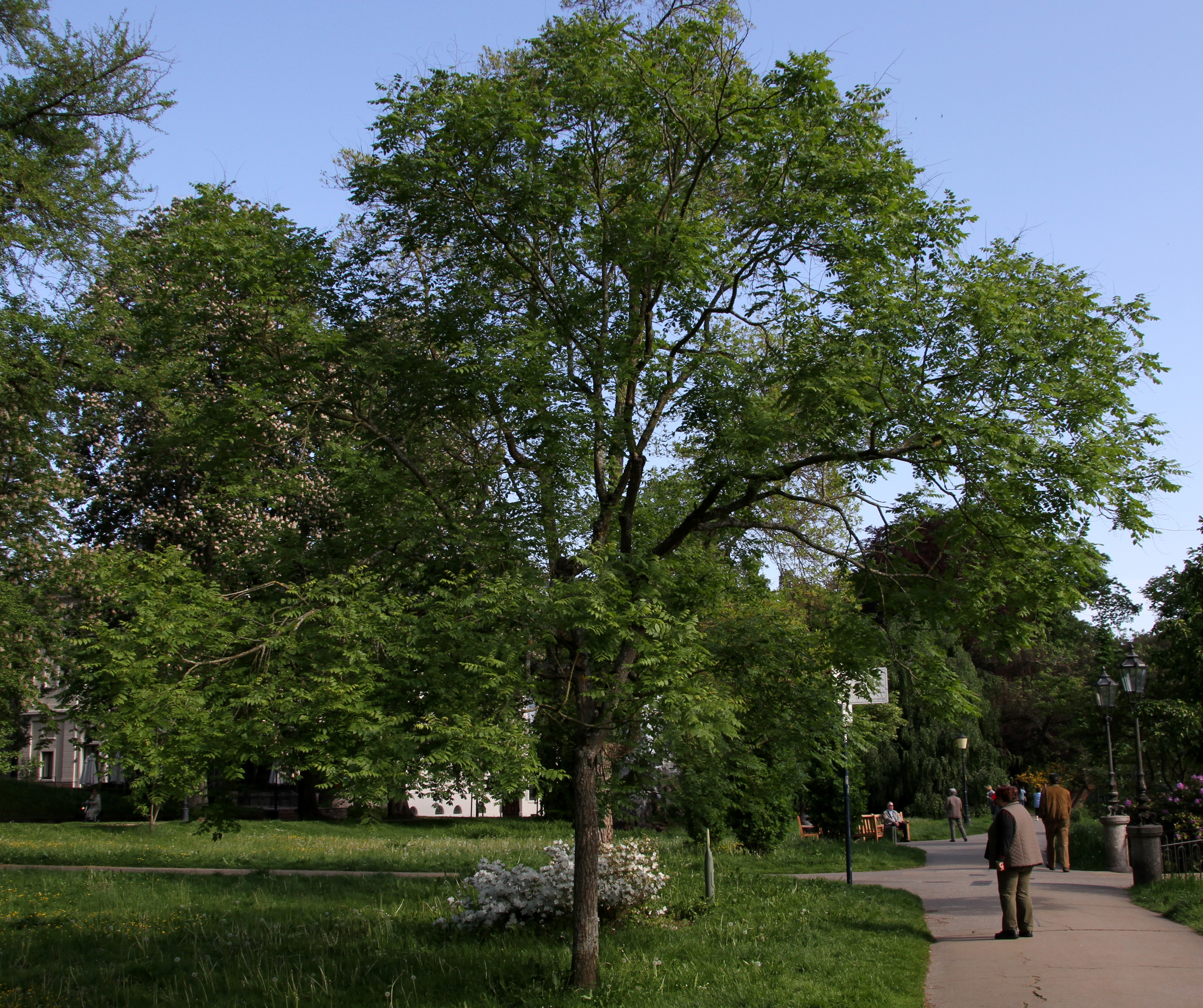
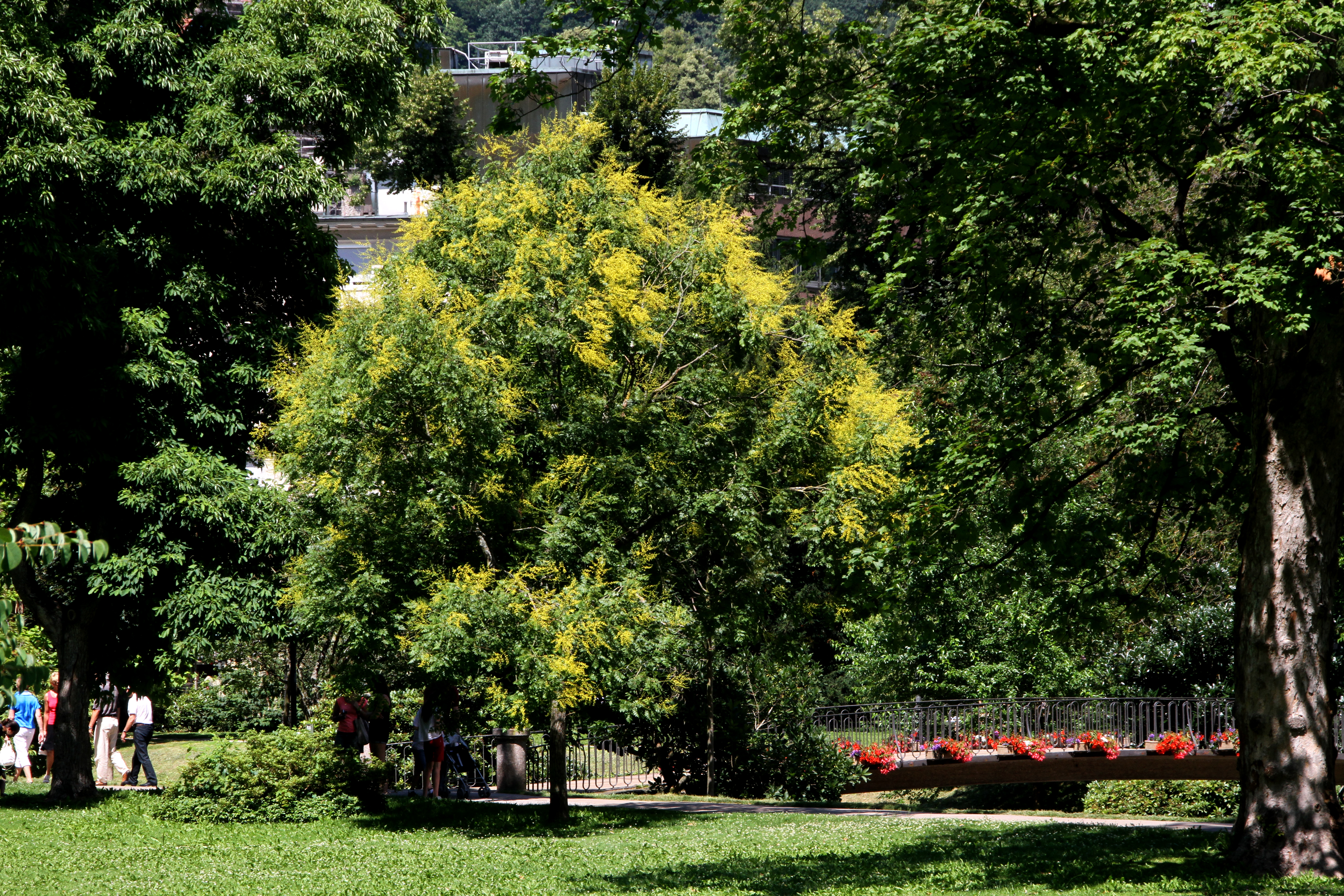
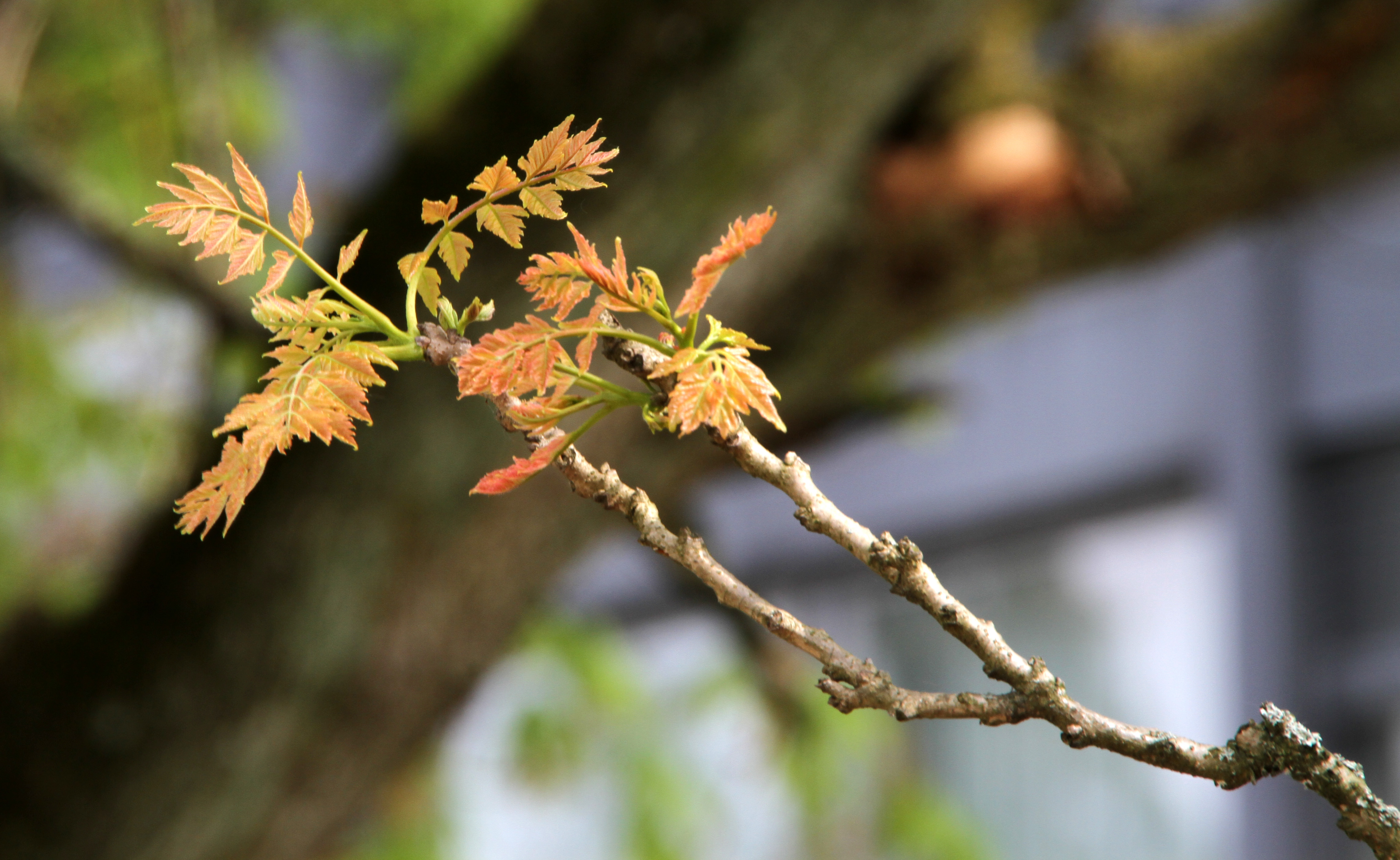
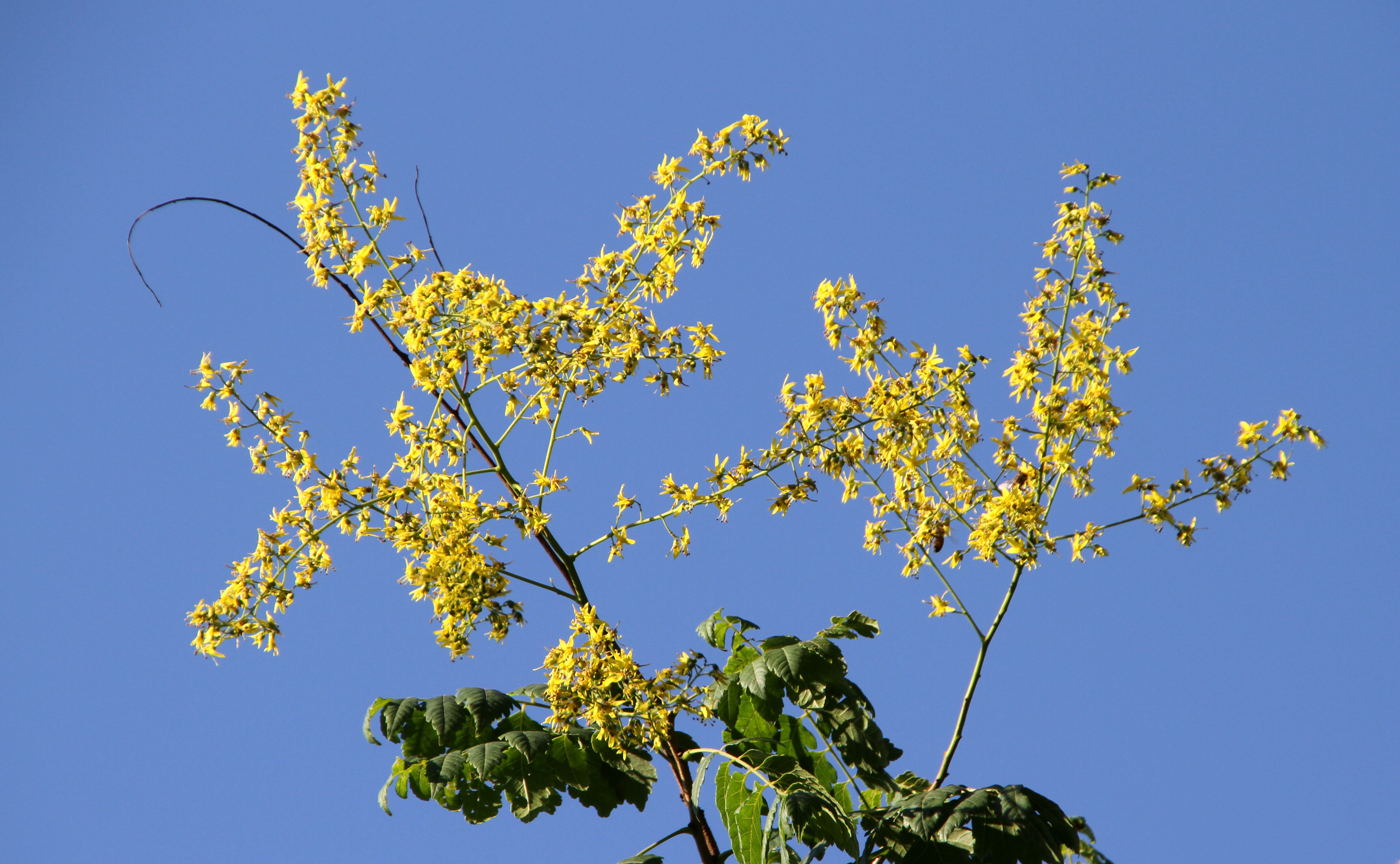
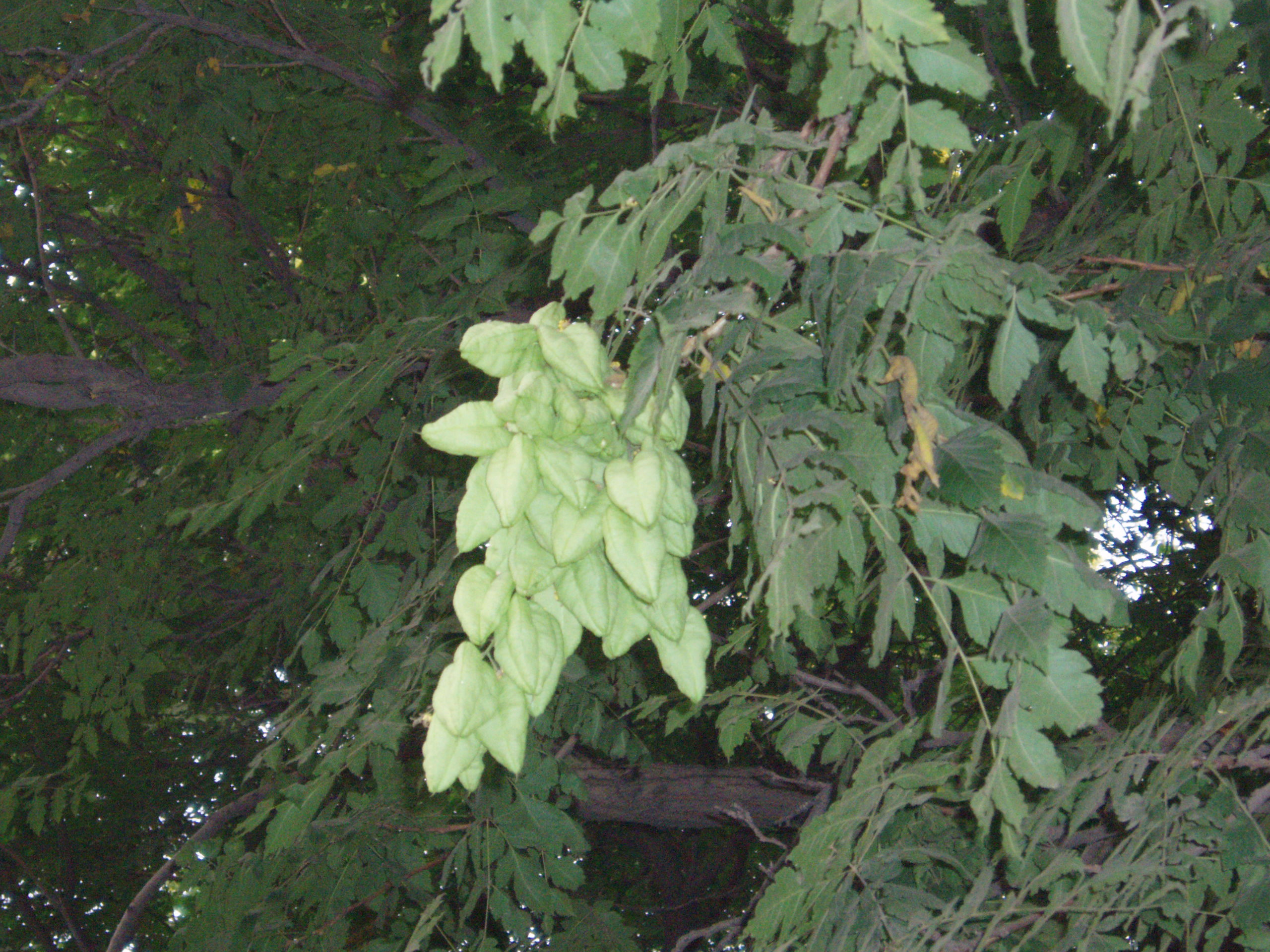
栾树蒴果
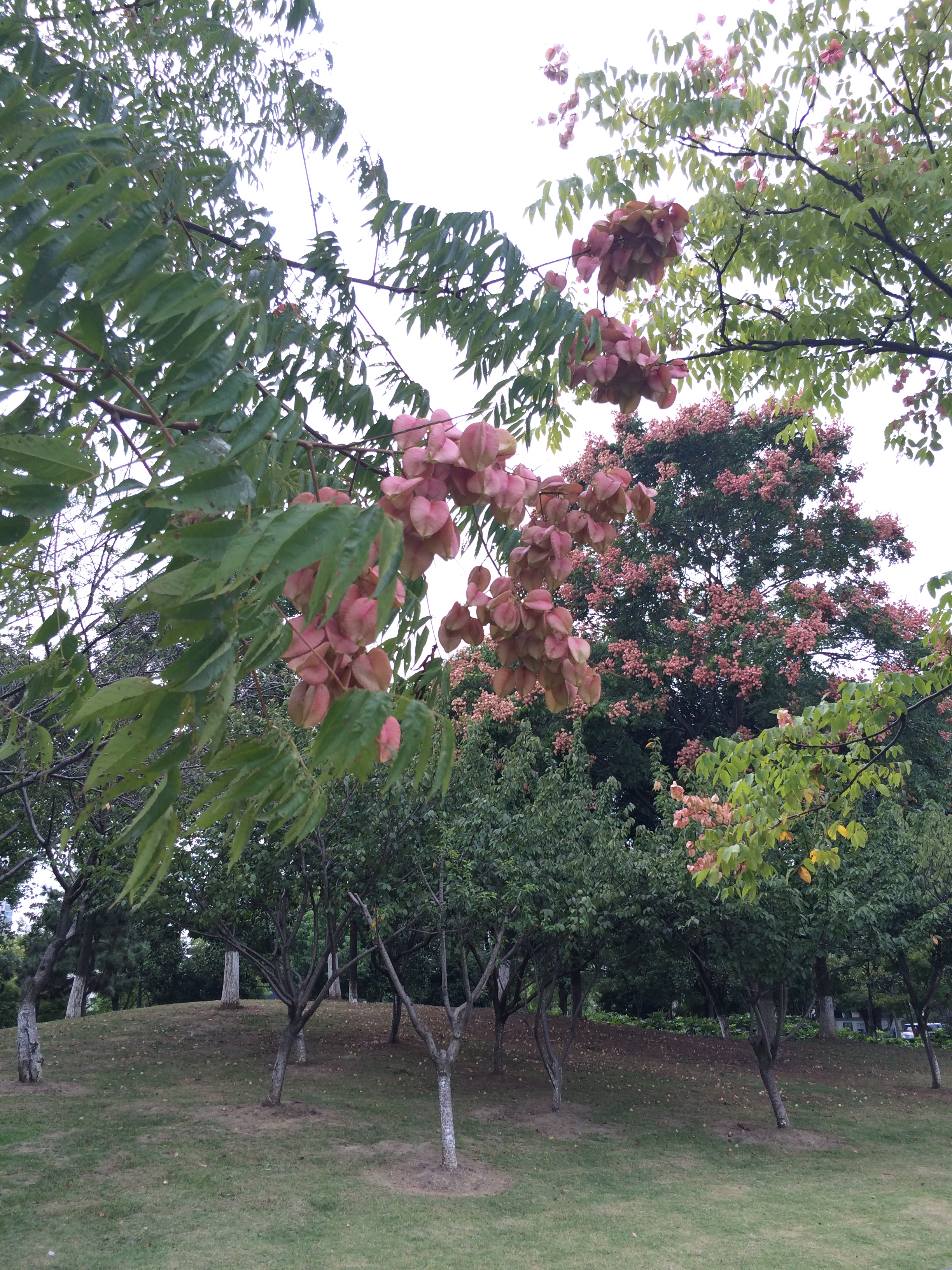
成熟的栾树蒴果
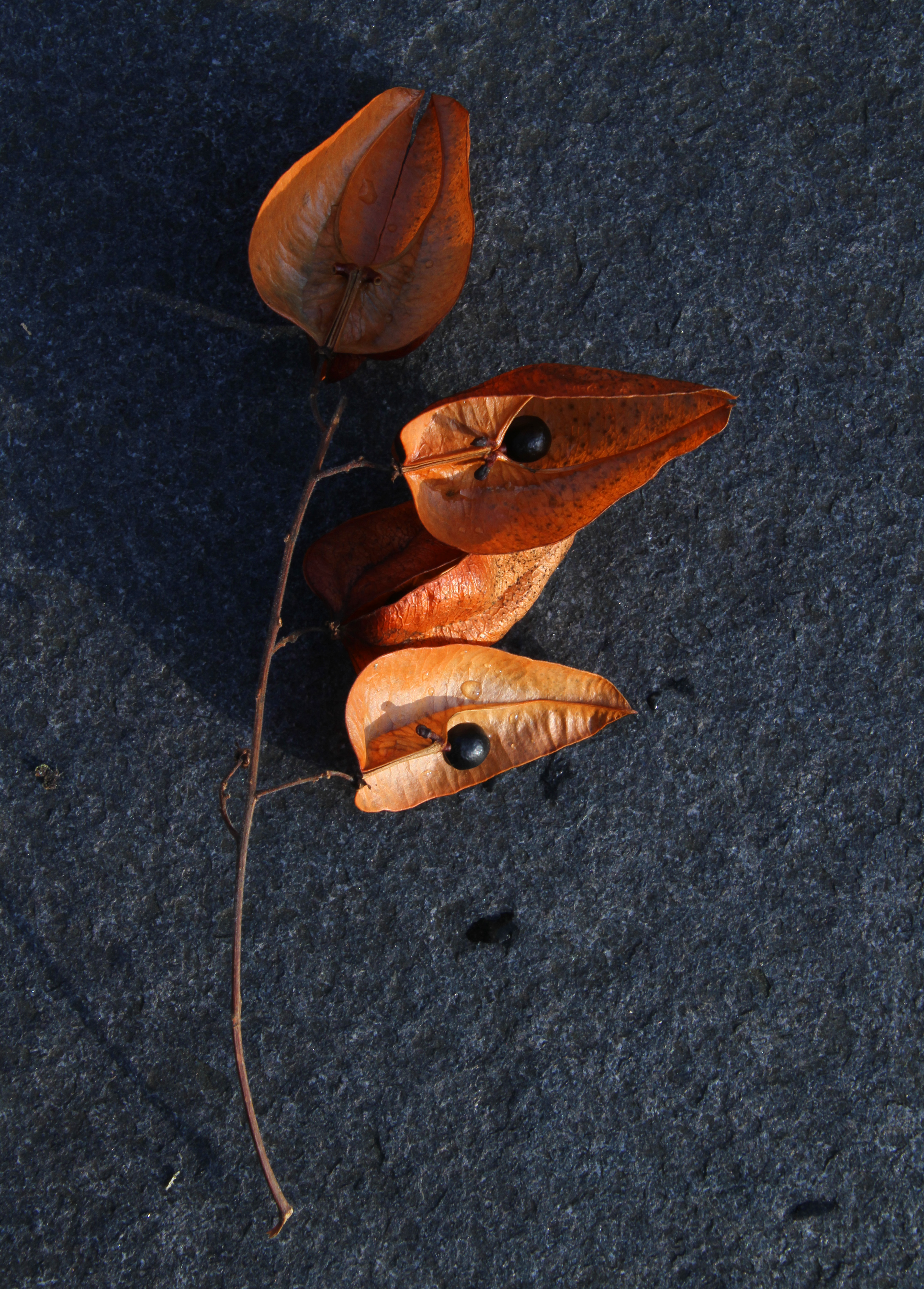
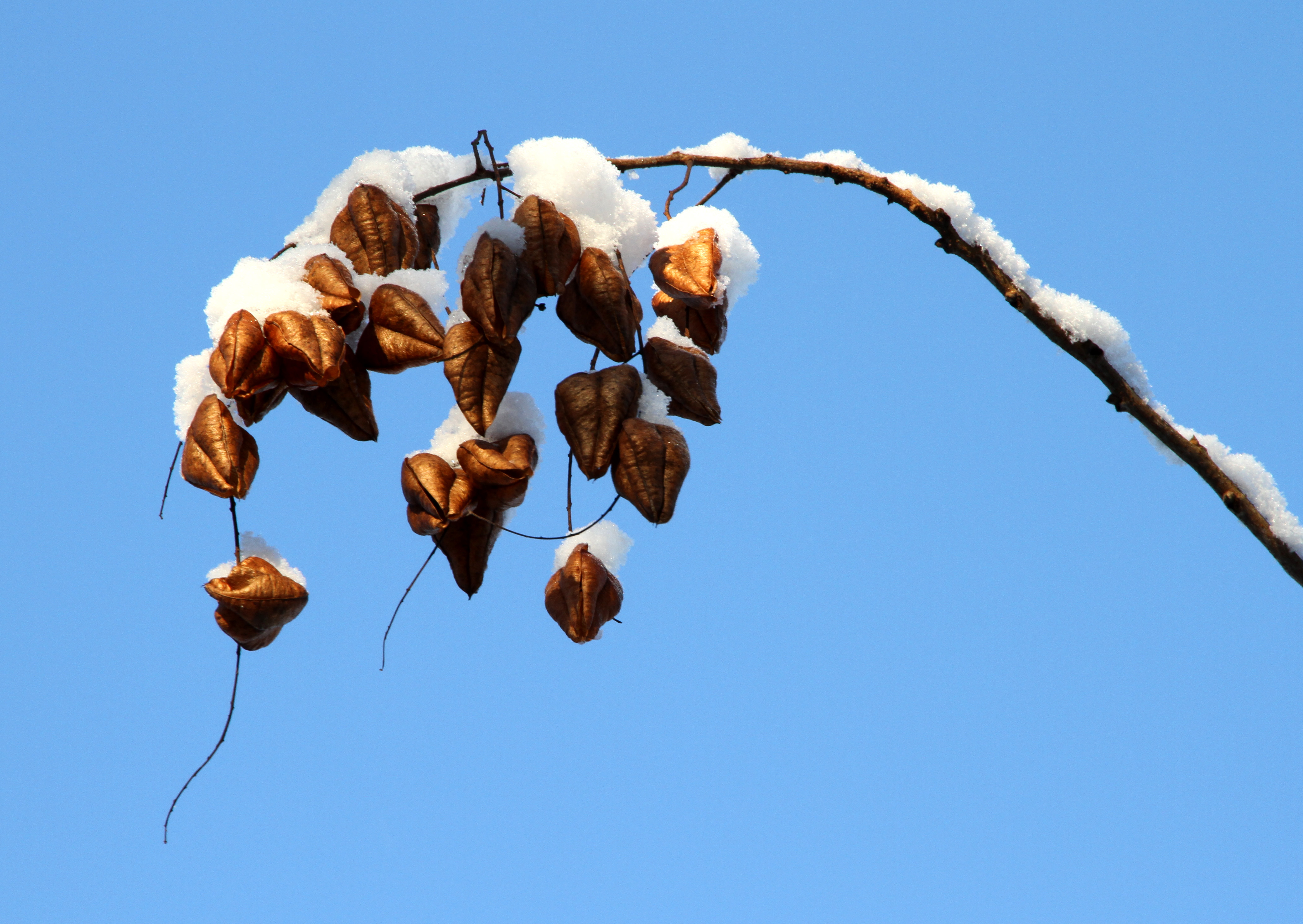

## 外部連結
- 欒樹 Luanshu （页面存档备份，存于） 藥用植物圖像數據庫 (香港浸會大學中醫藥學院) （繁體中文）（英文）